# Káranos
Káranos (řecky Κάρανος, asi 808 př. n. l.–778 př. n. l.) byl podle pozdější tradice prvním králem Starověké Makedonie. Podle Hérodota byl nicméně prvním králem Perdikkás I. (700 př. n. l.–678 př. n. l.). První písemná zmínka o Káranovi jako o mytickém zakladateli dynastie Argeovců pochází od Theopompa (asi 380 př. n. l.– asi 315 př. n. l.).

## Mýtus

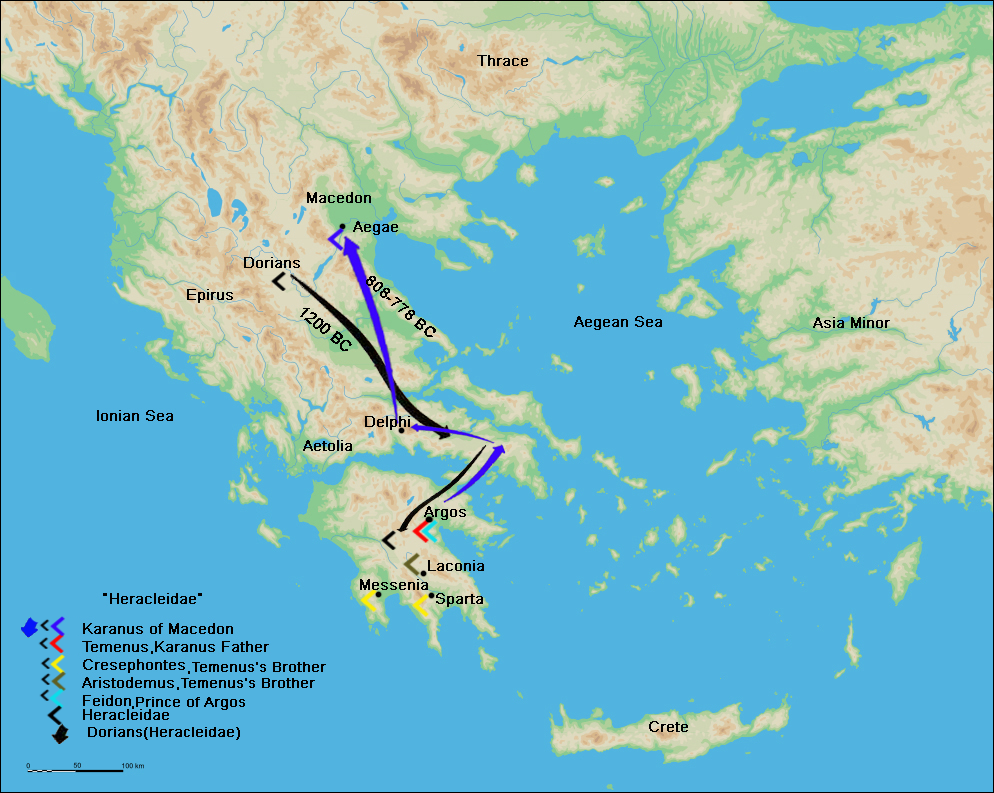
Mapa s vyznačením cest, které Káranos provedl.

Podle řecké mytologie byl Káranos synem argejského krále Témena Héraklova prapravnuka. Plútarchos s Káranovým Hérakleovským původem souhlasí a tvrdí, že Alexandr Veliký je přes Kárana Héraklovým potomkem.
Témenos, Kresfontés a Aristodémos byli tři dórští vůdci, kteří se zmocnili poloostrova Peloponés, což podle některých historiků mohlo posléze vést k pádu Mykénské civilizace. Po ovládnutí poloostrova si tito vůdcové mezi sebou rozdělili dobytá území. Kresfontés získal Messénii a Spartu, Aristodémovi připadla Lakónie a Témenos dostal Argos. Po jeho smrti se princové začali dohadovat, kdo bude po otci králem. Jeden z nich, Feidón, bratry porazil v bitvě a zmocnil se trůnu.
Káranos se rozhodl, že si najde vlastní území, kde by mohl být králem. Nejprve však zašel do delfské věštírny, aby se zeptal Pýthie na radu. Její odpověď zněla, že by si měl najít království tam, kde je plno zvěře a domácích zvířat. Káranos se tedy vydal se svou družinou na sever a cestou hledali území, kde by mohli založit nové království. Posléze objevili zelené údolí se spoustou lovné zvěře a koz a Káranos usoudil, že se Pýthiino proroctví naplnilo. Založil zde proto město, které pojmenoval Aigai (řecky Αἰγαί), což je dnes severořecká Vergina, významná archeologická lokalita s pohřebištěm Makedonských králů.